# Senerchia
Senerchia (Sənèrchia in dialetto locale) è un comune italiano di 714 abitanti della provincia di Avellino in Campania.

## Geografia fisica

### Territorio

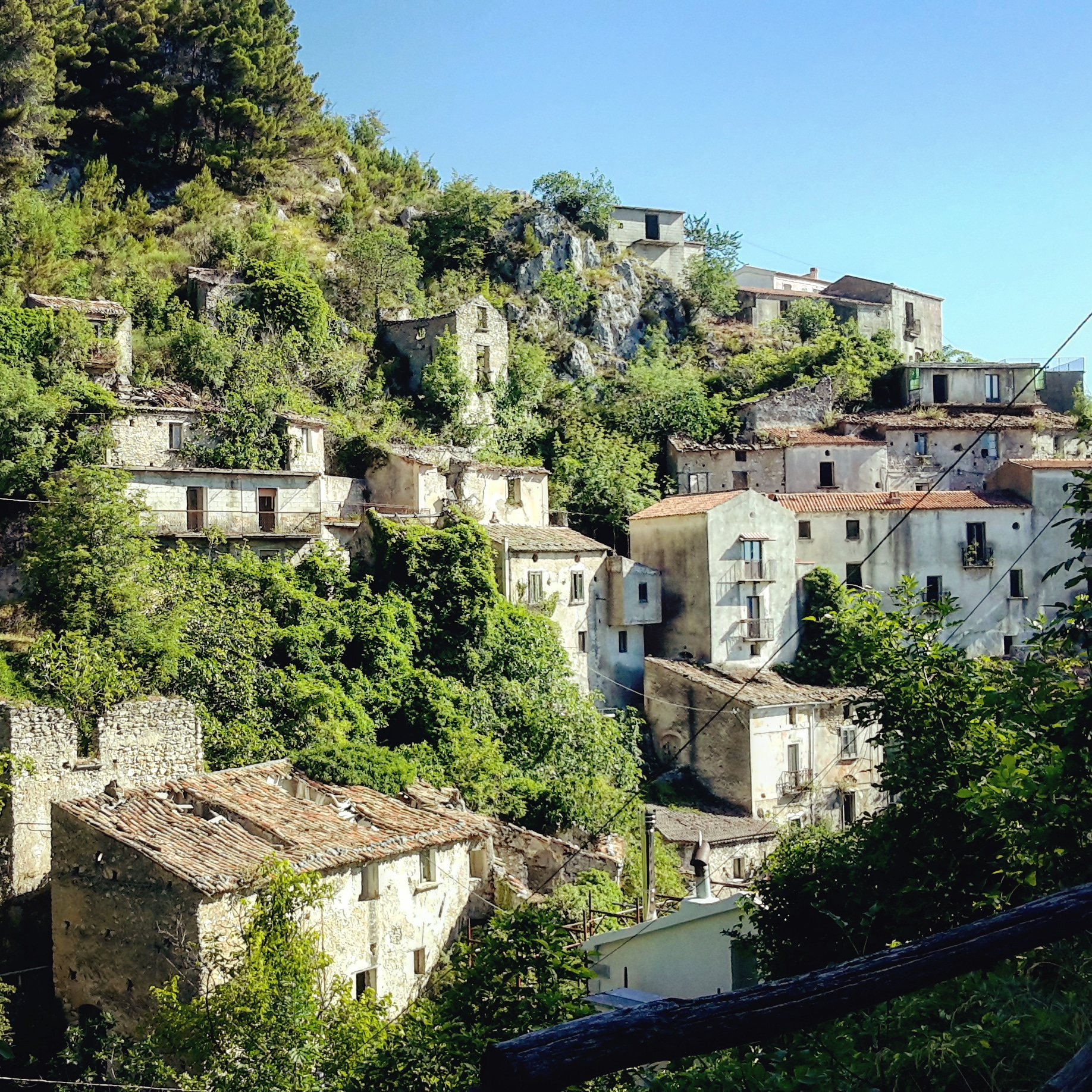
Senerchia (AV)

Il territorio comunale è in gran parte montuoso e collinare, occupato dalle propaggini sud-orientali dei Monti Picentini.
Il paese è situato a 600 metri s.l.m., nell'alta valle del Sele, in zona collinare sul versante orientale del gruppo montuoso dei Monti Picentini, ai piedi delle scoscese pendici del Monte Boscotiello. Oltre al Sele, che lambisce il territorio comunale, gli altri corsi d'acqua sono: Vallone Rovivo, Vallone Forma, Piceglia, Fiumicello, Rovivo, Pozzo San Nicola, l'Acquabianca e Vallone Badoleia (più conosciuto come Vallone Varleja).
Alcuni corsi d'acqua sono scomparsi in seguito al sisma del 23 novembre 1980; il più noto era il torrente La Pazzata che nel 2010, dopo una primavera molto ricca di piogge, è ritornato a sgorgare per alcune settimane per poi scomparire di nuovo.
Il territorio è classificato come zona 2 della Classificazione sismica (sismicità medio-alta), Ordinanza PCM. 3274 del 20/03/2003.

### Clima
- Classificazione climatica: zona E, 2101 GG

Zona Altimetrica montagna interna.
Accensione Impianti Termici - Il limite massimo consentito è di 14 ore giornaliere dal 15 ottobre al 15 aprile. Al di fuori di tali periodi gli impianti termici possono essere attivati solo in presenza di situazioni climatiche che ne giustifichino l'esercizio e comunque con una durata giornaliera non superiore alla metà di quella consentita a pieno regime.
Le stazioni meteorologiche più vicine a Senerchia sono quella di Contursi Terme e quella di Nusco.
| Senerchia                 | Gen | Feb | Mar | Apr  | Mag  | Giu  | Lug  | Ago  | Set  | Ott  | Nov | Dic | Anno |
| ------------------------- | --- | --- | --- | ---- | ---- | ---- | ---- | ---- | ---- | ---- | --- | --- | ---- |
| Temperatura media (°C)    | 5,8 | 6,3 | 8,1 | 12,2 | 15,9 | 19,9 | 22,6 | 22,9 | 19,4 | 14,5 | 9,7 | 7,6 | 13,4 |
| Precipitazioni media (mm) | 182 | 151 | 164 | 198  | 118  | 89   | 54   | 32   | 96   | 226  | 258 | 210 | 1778 |

## Storia

### Origini
Secondo alcuni il toponimo richiama i nomi locali della Toscana settentrionale silerchia, silerchie che presuppongono un “silercula” dal latino siler pianta che cresce nei luoghi ricchi di acqua.

### La famiglia dei Sinerchia
Citata come Sinerchia nel Catalogus Baronum del 1150-1168.
Di Senerchia scrive Scipione Ammirato, “è un castello in principato citra di 160 fuochi, il quale ha dato il nome alla famiglia che sono più di trecento anni che lo possiede” riferendosi alla famiglia Sinerchia che per circa tre secoli vide la sua storia strettamente collegata a quella del piccolo paese campano.
I Sinerchia, erano un'antica famiglia nobile di origine normanna ritenuta derivata dai Filangieri , ed ebbero molti feudi tra la Campania, la Basilicata e la Capitanata, e vissero principalmente tra Senerchia e Napoli sino al XV secolo.
I Sinerchia, trapiantatisi in seguito in Basilicata si fregiarono del titolo di Conte nel XV secolo, a seguito della Congiura dei Baroni ordita nel castello del Malconsiglio a Miglionico nel 1481 assunsero il cognome Scardaccione.
Fra gli appartenenti alla stirpe dei Sinerchia sono da ricordare:
- Amelio Barone di Rapone e Castelgrande, partecipò alla Congiura dei Baroni
- Orlando Sinerchia Scardaccione conte di Sant'Andrea, si trasferì a Potenza allorquando, insieme al cugino Amelio, fu spossessato dei possedimenti a seguito delle vicende collegate alla Congiura dei Baroni

### Regno delle Due Sicilie e annessione al Regno di Sardegna
Durante il Regno di Napoli e il Regno delle Due Sicilie fu un comune appartenente al distretto di Campagna, della provincia di Principato Citra. Con l'unità d'Italia, nel 1860, venne assegnato alla provincia di Avellino.

### Simboli
Lo stemma comunale si presenta d'argento, alla collina di verde, su una campagna dello stesso, solcata questa dal fiume, fluente in banda, il tutto accompagnato in capo da una stella d'oro. Vi è rappresentato il fiume Sele.

## Monumenti e luoghi d'interesse

### Architetture religiose

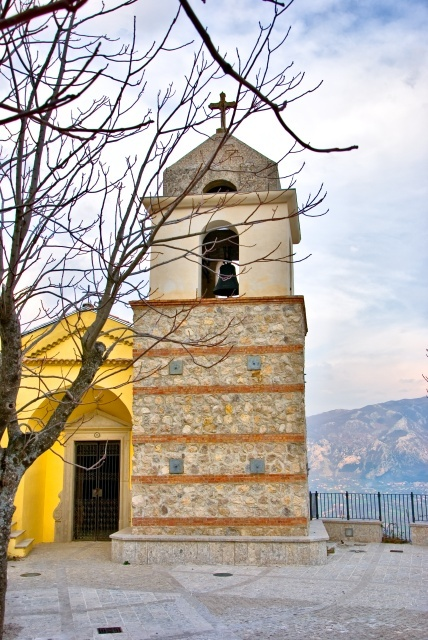
Chiesa di San Michele

- Chiesa di San Michele - San Michele Arcangelo Patrono di Senerchia - ricorrenza 8 maggio e 29 settembre.

L'antica chiesa di San Michele, orientata con l'asse in posizione Est, è in stile romanico, così come le tre navate, di cui quella centrale era divisa da pilastri uniti fra di loro da archi a sostegno delle murature e la facciata anteriore a capanna.
Si presume che l'edificazione della chiesa avvenne nel secolo IX.
Sull'altare maggiore, danneggiato dal terremoto del 1980, si delineava la nicchia che ospitava la statua del santo protettore, San Michele Arcangelo.
Davanti all'edificio sacro si estende un ampio sagrato, già adibito a luogo di sepoltura, quando l'ipogeo della chiesa fu saturo di sepolture.
La statua lignea del Santo risalente al Trecento danneggiata non solo dall'evento sismico ma, anche dalla mano dell'uomo attraverso un inconcludente restauro che ha cancellato per sempre i tratti e la volontà che lo scultore del XIII secolo aveva impresso.
- Chiesa Madre - Madonna dell'Assunta - ricorrenza 15 agosto.
- Chiesa di - Sant'Antonio - ricorrenza 13 giugno.
- Cappella della - Madonna del Tiglio - ricorrenza domenica di Pentecoste e 11 agosto.
- Grotta della - Madonna di Lourdes - ricorrenza 14 agosto.
- Casa di - San Gerardo Maiella - ricorrenza 16 ottobre.
- Cappella Cimitero - ricorrenza 2 e 23 novembre.
- Cappella - Madonna delle Grazie - ricorrenza maggio e 2 luglio

### Architetture militari

#### Il Castello

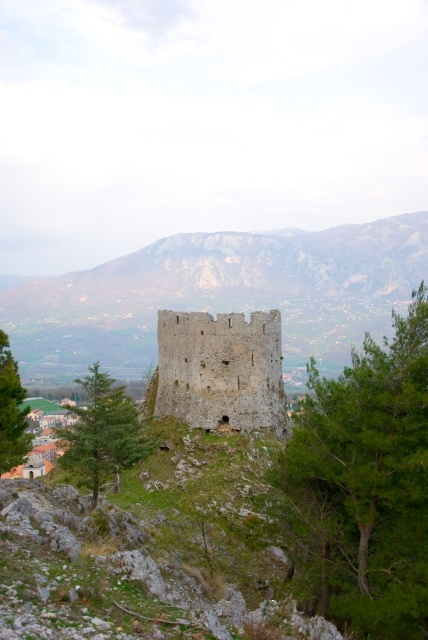
Castello di Senerchia

Castello di Senerchia, costruito tra il VIII e il IX secolo dai Longobardi, posto a difesa di Conza della Campania, città importante dal punto di vista economico e strategico del meridione d'Italia.

### Altro
- Monumento ai caduti della Grande Guerra 1915-1918 e 1940-45 - ricorrenza 4 novembre
- Monumento ai morti del terremoto - ricorrenza 23 novembre
- Monumento ai caduti americani della seconda guerra mondiale

### Aree naturali
Le ricchezze paesaggistiche fanno di Senerchia uno dei Comuni più suggestivi dell'alta valle del Sele e della provincia di Avellino. Il territorio di Senerchia offre ai suoi visitatori innumerevoli spunti naturalistici: nella nota Oasi naturale Valle della Caccia del WWF Italia si possono ammirare le bellezze di un ecosistema ancora incontaminato e le meraviglie della natura.
- Oasi naturale Valle della Caccia: Oasi naturale comprendente tutta la valle del Vallone Trientale. Gestita dal Comune di Senerchia e dal WWF, si caratterizza per la presenza della Cascata Acquabianca.
- Area delle Teglie
- Area Rovivo
- Area della Caccia
- Aria Rifugio Forestale
- Grotta del Profonnale: Conosciuta già nell'Ottocento dalla popolazione locale, rifugio dei briganti. L'esplorazione, tuttora in corso, è iniziata nel 2003.[9]
- Grotta del Diavolo.[9]
- Grotta della Madonna di Senerchia.[9]
- Grotta di Petena.
- Grotta coll'Acqua.
- Grotta di San Gennaro.
- Grotta di Rovivo.

## Società

### Evoluzione demografica
Abitanti censiti

### Etnie e minoranze straniere
Al 31 dicembre 2010 risultano residenti nel territorio di Senerchia 11 cittadini stranieri, pari all'1,26% della popolazione comunale, di 5 etnìe diverse.

### Religione
La maggioranza della popolazione è di religione cristiana di rito cattolico; il comune appartiene all'Arcidiocesi di Sant'Angelo dei Lombardi-Conza-Nusco-Bisaccia, ed ha una parrocchia:
- San Michele Arcangelo

L'altra confessione cristiana presente è quella protestante con una comunità:
- Chiesa pentecostale Chiese Evangeliche nella Valle del Sele.

## Geografia antropica

### Urbanistica
A seguito del terremoto dell'Irpinia del 1980, Senerchia ha subito una radicale trasformazione urbana, l'abitato è stato completamente distrutto. Una parte, ubicata nel vallone Forma, è stata abbandonata e gli edifici pericolanti sono ben visibili. Dove sorgeva la piazza principale e la chiesa madre, a seguito di un movimento franoso, ora c'è un'area verde. Le abitazioni sono state ricostruite a margine del vecchio sito, con una nuova urbanizzazione e strade ampie.

## Infrastrutture e trasporti

### Strade
- Strada statale 691 Contursi-Lioni: Uscita al km 14 Quaglietta-Senerchia.
- Strada Provinciale 92 Quaglietta-Senerchia.
- Strada Provinciale 261 ex Strada Statale 91 della Valle del Sele (Dal ponte sul fiume Sele al confine con la provincia di Salerno).
- Strada Comunale Senerchia-Oliveto Citra.
- Strada Comunale Senerchia-Calabritto.
- Strada Comunale Serrarota.
- Strada Comunale Valvanico.

## Amministrazione
| Periodo | Periodo | Primo cittadino            | Partito                            | Carica                  | Note |
| ------- | ------- | -------------------------- | ---------------------------------- | ----------------------- | ---- |
| 1970    | 1975    | Antonio Faia               | Democrazia Cristiana               | Sindaco                 |      |
| 1975    | 1980    | Antonio Faia               | Democrazia Cristiana               | Sindaco                 |      |
| 1980    | 1980    | Antonio Faia               | Democrazia Cristiana               | Sindaco                 |      |
| 1980    | 1985    | Dionigi Sessa              | Democrazia Cristiana               | Sindaco                 |      |
| 1985    | 1986    | Ciro Sciaraffa             | Democrazia Cristiana               | Sindaco                 |      |
| 1986    | 1992    | Ferdinando Faia            | Lista civica La torre              | Sindaco                 |      |
| 1992    | 1997    | Ferdinando Faia            | Democrazia Cristiana               | Sindaco                 |      |
| 1997    | 2001    | Ferdinando Faia            | Democrazia Cristiana               | Sindaco                 |      |
| 2001    | 2006    | Adriano Mazzone            | Lista civica Risveglio senerchiese | Sindaco                 |      |
| 2006    | 2011    | Adriano Mazzone            | Lista civica Risveglio senerchiese | Sindaco                 |      |
| 2011    | 2021    | Beniamino Grillo           | Unione di Centro                   | Sindaco                 |      |
| 2021    | 2024    | Adriano Mazzone            | Lista civica Salviamo Senerchia    | Sindaco                 |      |
| 2024    | 2025    | Francesca Giovanna Buccino | nessuno                            | Commissario prefettizio |      |

### Altre informazioni amministrative
- Il territorio fa parte della Comunità montana Terminio Cervialto.
- Senerchia fa parte della GioNa, Associazione Nazionale Città in Gioco[13].
- La gestione del ciclo dell'acqua è affidato all'ATO 4 Sele.
- Il territorio di Senerchia fa parte della Regione Agraria Provinciale N. 6, Alto Sele e Alto Calore Irpino.
- Senerchia fa parte del Consorzio dei Servizi Sociali "Alta Irpinia" Ambito A2.
- Le competenze in materia di difesa del suolo sono delegate dalla Campania all'Autorità di bacino interregionale del fiume Sele.